# ویکتار زویف
ویکتار زویف (بلاروسی: Ві́ктар Вале́р'евіч Зу́еў؛ زادهٔ may ۲۲, ۱۹۸۳ (۴۱ سال)) بوکسور اهل بلاروس است.